# Ballades et complaintes syndicalistes - Le chant des ouvriers
Ballades et complaintes syndicalistes - Le chant des ouvriers est l'enregistrement sur album double 33 tours du spectacle éponyme de Georges Coulonges. Il a été enregistré au Théâtre Gérard Philipe de Saint-Denis avec pour interprètes : Mouloudji, Francesca Solleville, Les Octaves,
A. Wolfromm, Evelyne Gellert et L'Ensemble Madrigal de l'Ile de France. Sorti en 1972. Éditeur Bam 5809/5810.

## Titres
Disque 1 

Face A
- Frère... Entends-tu ?... (Trad. France) par Marcel Mouloudji.
- Sans pain et travailler (Trad. Espagne) par Les Octaves.
- Bella Ciao (Trad. Italie) par Francesca Solleville.
- Le curieux satisfait (J.F. Piron) par Marcel Mouloudji.
- Le train du syndicat (Trad. États-Unis) par Les Octaves.
- Mineur sois solidaire (Trad. États-Unis) par Francesca Solleville.

Face B
- Angleterre debout (Trad. Angleterre) par Marcel Mouloudji.
- La femme du mineur (P. Koulak Sezian) par Les Octaves.
- Nous ne bougerons pas (d'après "We Shall Not Be Moved") (1972) (trad. États-Unis) par Les Octaves.
- Vous êtes tombés, camarades (Trad. soviétique) par A. Wolfromm.
- Casey Jones (Trad. États-Unis) par Les Octaves.
- Bouffe-la (Trad. Espagne) par Francesca Solleville.

Disque 2 

Face A
- Le chant de la pampa (Trad. Chili) par Francesca Solleville.
- Nous tournerons (Trad. États-Unis) par Les Octaves.
- La varsovienne (Trad. Pologne) par A. Wolfromm.
- Bandiera rossa (Trad. Italie) par Francesca Solleville.
- Appel du Komintern (Trad. Allemagne) par A. Wolfromm.
- La corvée d'eau (Paul Vaillant-Couturier/Georges Auric) par Marcel Mouloudji.

Face B
- Le chant des marais (Trad. Allemagne) par Marcel Mouloudji.
- L'armée de l'Ebre (Trad. Italie) par Francesca Solleville.
- Questions et réponses (Trad. Angleterre) par Les Octaves.
- Guantanamera (Trad. Cuba) par Marcel Mouloudji.
- Le chômage (G. Coulonges/Francis Lemarque) par Marcel Mouloudji.
- Le front des travailleurs (B. Bretch/H. Eisler) par Francesca Solleville.